# 唐朝与南诏的战争
唐朝与南诏的战争，是8世纪、9世纪间唐朝和南诏进行的三次战争。

## 第一次战争
是唐玄宗天宝年间，南诏脱离唐朝、投靠吐蕃的武裝鬥爭，史稱天寶戰爭。

### 背景
南诏原臣服于唐朝。南诏用重金贿赂剑南节度使王昱，请求合六诏为一，被允许。又因为击破渳蛮有功，被册封为云南王，于是迁都大和城。唐玄宗派特进何履光率军平定南诏，占领安宁城及盐井，在此立起马援铜柱，才返回。
之后，天宝年间，鲜于仲通为剑南节度使，张虔陀为云南太守。鲜于仲通褊急寡谋，张虔陀矫诈，无礼对待閣羅鳳。閣羅鳳曾与其妻子谒见都督，张虔陀无礼对待他们。张虔陀还对他们征敛，阁罗凤大多数不给，张虔陀遣人骂辱之，还诬告阁罗凤謀反。阁罗凤忿怨。

### 戰事
天宝九年（750年），閣羅鳳起兵殺死張虔陀。唐朝西川節度使楊國忠派鮮于仲通率兵六萬出戎州、巂州，分三路進兵征伐南詔。南詔節節敗退，阁罗凤遣使向唐朝謝罪，请求归还掳掠所得，与唐朝和好，否则要向吐蕃投降，被唐朝所拒。南詔於是向吐蕃求救。唐军进军靠近南诏首都太和城，被南诏打败。吐蕃與南詔由此結為兄弟之邦，阁罗凤被吐蕃稱为贊普鐘。閣羅鳳說：「生雖禍之始，死乃怨之終，豈顧前非而忘大禮」，修築「大唐天寶陣亡戰士冢」（俗稱萬人冢），並在太和王都立大碑，刻石寫上「叛唐不得已而為之」等字句。
公元754年，李宓率军七万攻南詔，打到南诏首都太和城外，阁罗凤守在城内不出战，李宓军粮尽，士卒因疾病瘴疫及饥饿而死者达到十分之七八，李宓率余部返回，南诏追击，李宓全军覆没。
779年，唐朝李晟等大破南诏、吐蕃联军，使其损失惨重。李晟率禁兵四千人，金吾大将军曲环率邠、陇、范阳兵五千，从东川出军，自江油到白坝，与山南兵合击吐蕃、南诏大军，击破之，斩首六千级，俘获大量吐蕃南诏部众。范阳兵在七盘追上吐蕃南诏军，又破之，攻占维、茂二州。李晟追击吐蕃南诏到了大渡河外，又破之。吐蕃南诏大军被赶入山谷，因饥寒、陨于崖谷而死的达到八、九万人。 

### 後事
随着吐蕃的多次战败损失颇大，吐蕃对南诏征敛无度。不久，南诏發動神川之戰，成功脫離吐蕃，再次归附于唐朝。异牟寻遣其弟凑罗栋、清平官尹仇宽等二十七人献地图、方物给唐朝。唐朝册封异牟寻为南诏王，赐印，印文为“贞元册南诏印”。以袁滋、庞颀为等持节领使，册封异牟寻。异牟寻离开座位，跽受册印，稽首再拜，又受赐服备物。异牟寻说：“开元、天宝中，曾祖及祖皆蒙册袭王，自此五十年。贞元皇帝洗痕录功，复赐爵命，子子孙孙永为唐臣。”

## 第二次战争
829年，唐朝杜元颖不晓军事，武备废弛，且苛待士卒，导致士卒引南诏入寇，南诏王劝丰祐派弄栋节度王嵯巅攻下成都外城。830年，唐朝李德裕前来镇守成都、西川，训练军队，储备军粮。南诏上表请罪，与唐朝和好，比年派使者来朝。

## 第三次战争
南诏王世隆在唐懿宗时，进攻邕州、交趾，唐将高骈选五千军队渡江，在邕州击败南诏军，又攻打南诏龙州屯，迫使南诏烧掉储备逃跑。
高骈率军在交州数次打败南诏军，斩敌将张诠，攻破波风三壁，李溠龙率万人投降；又打败南诏杨缉思，斩酋迁、脆些、诺眉，向唐朝献上三万敌军首级；又打败归附南诏的土蛮，杀死他们的酋长，土蛮帅众归附者一万七千人；高骈打败南诏，平定了安南。
唐朝博野将军曾元裕打败南诏军，斩二千级。大将宋威又率忠武兵打败南诏军，斩首五千，获马四百尾。南诏撤退驻扎于星宿山，唐朝将领宋威进驻沱江。南诏听说凤翔、山南军将要到来，于是迎战毘桥，南诏没有取胜，到达沱江，被唐朝伏兵攻击，又失败。高骈到达西川，指挥步骑五千追击南诏，至大渡河，杀获甚众，活捉南诏酋长数十人，送至成都，斩之。高骈派人修复邛崃关、大渡河诸城栅，又筑城于戎州马湖镇，号平夷军，又筑城于沐源川，在南诏进军的要路各置兵数千驻扎，使南诏无计可施，“南诏气夺”。多次的战败使南诏衰落，南诏“屡覆众，国耗虚”。

## 後續
之后，唐朝与南诏重归于和平。唐僖宗时，有人计划安化公主与南诏王隆舜和亲，但是最终唐朝拒绝了这一计划。
897年，南诏汉人权臣清平官鄭買嗣指使杨登杀死南诏王隆舜。
902年，鄭買嗣杀死南诏王室亲族800余人，灭亡南诏，建立大长和国。
907年，朱温自立为帝，唐朝灭亡，后梁朝建立。